# Antti Tuisku
Antti Tapani Tuisku (27. února 1984, Rovaniemi) je finský popový zpěvák. Proslavil se díky soutěži Idols pořádané finskou televizí MTV3 v roce 2003. Ačkoliv nevyhrál a skončil na třetím místě, stal se nejpopulárnějším umělcem ze všech soutěžících. Ve Finsku prodal přes 200 000 desek. Jeho nejúspěšnějšími singly jsou En halua tietää, Tyhjä huone, Juuret a Hyökyaalto. Se zpěvačkou Jenni Vartiainen nazpíval píseň Kahdestaan.

## Diskografie
- Ensimmäinen (2004)
- Ensimmäinen Deluxe (2004, „První Deluxe“)
- Antti Tuisku (2005)
- Minun jouluni (2005, „Moje Vánoce“)
- New York (2006)
- Rovaniemi (2006)
- Hengitän (2009, „Dýchám“)
- Kaunis kaaos (2010, „Krásný chaos“)
- Minun jouluni 2 (2011, „Moje Vánoce 2“)